# Анттила, Сиркка-Лииса
Сиркка-Лииса Анттила (фин. Sirkka-Liisa Anttila, урождённая Ояла, Ojala; род. 20 декабря 1943, Марттила, Турку-Пори) — финский политический и государственный деятель. Член партии «Центр». Депутат эдускунты в 1983–1996 и 1999–2019 годах. Министр сельского и лесного хозяйства Финляндии в 2007—2011 годах. Депутат Европейского парламента в 1996—1999 годах.

## Биография
Родилась 20 декабря 1943 года в общине Марттила.
По результатам парламентских выборов в марте 1983 года впервые избрана депутатом эдускунты в южном избирательном округе Хяме. Переизбиралась на выборах 1987, 1991 и 1995 годов. Была членом Комитета по сельскому и лесному хозяйству. В 1991—1995 годах — председатель Комитета по сельскому и лесному хозяйству. 28 марта 1995 года избрана первым заместителем председателя эдускунты.
После вступления Финляндии в Европейский союз, по результатам первых выборов  в Европейский парламент в Финляндии в октябре 1996 года избрана депутатом Европейского парламента. Была членом группы Европейской либерально-демократической и реформистской партии (ныне — «Обновляя Европу»). Являлась членом Комитета по сельскому хозяйству и развитию сельских районов (AGRI).
После получения мандата депутата Европейского парламента покинула эдускунту, её преемником стал Юха Рехула.
По итогам парламентских выборов в Финляндии в марте 1999 года вновь получила мандат эдускунты в избирательном округе Хяме. Вновь избрана избрана первым заместителем председателя эдускунты. Переизбрана на выборах 2003 года. В 2003—2006 годах — председатель Комитета по сельскому и лесному хозяйству. 2 февраля 2006 года вновь избрана первым заместителем председателя эдускунты.
Переизбрана депутатом на выборах 2007 года.
19 апреля 2007 года назначена министром сельского и лесного хозяйства Финляндии в правительстве под руководством премьер-министра Матти Ванханена. 22 июня 2010 года назначена министром сельского и лесного хозяйства Финляндии в следующем правительстве под руководством премьер-министра Мари Кивиниеми. Правительство ушло в отставку 22 июня 2011 года.
Переизбрана депутатом на выборах 2011 и 2015 годов. В 2015—2019 годах — член Комитета по иностранным делам. Была депутатом до выборов в апреле 2019 года.  В общей сложности она занимала пост депутата парламента 32 года.
В мае 1989 года Финляндия вступила в Совет Европы. Сиркка-Лииса Анттила была членом финской делегации в Парламентской ассамблее Совета Европы (ПАСЕ) в 1989–1996, 2003–2007 и 2011–2019 годах. Она несколько раз занимала должность заместителя председателя делегации, самое продолжительное время в 2003–2006 и 2015–2019 годах.

## Награды
17 мая 2019 года президент Финляндии Саули Ниинистё присвоил ей почётный титул «министра». Титул не налагает на его обладателя никаких обязанностей и не даёт никаких привилегий. При его получении необходимо заплатить госпошлину.
Председатель Парламентской ассамблеи Совета Европы (ПАСЕ) Тини Кокс вручил ей 10 октября 2022 года медаль «За заслуги» и диплом, подтверждающий присвоение ей статуса почётного члена ПАСЕ.

## Личная жизнь
Живёт в городе Форсса.